# Heidenstamfyr
| Heidenstamsfyren på Svenska Högarna |  | Ritning på en Heidenstamfyr. |
| Heidenstamsfyren på Svenska Högarna |  | Ritning på en Heidenstamfyr. |

Heidenstamfyren eller heidenstammaren är en svensk fyrkonstruktion där man reser ett järntorn som stagas av rör. 
Rören snedsträvas sedan av stålbalkar och vajrar. Inuti järntornet finns en spiraltrappa för att man enkelt ska komma upp till lanterninen och även lodet till fyrautomatiken. Innan fyrarna elektrifierades, så drevs linserna till fyrlampan av ett urverk med lod, som drogs upp en eller flera gånger per dag. Idén med konstruktionen var att få en snabbyggd fyr med lätta byggdetaljer för att kunna ta i land delarna på svåråtkomliga öar och skär. Dessutom är fyren lätt att plocka ner för att kunna omplaceras vid behov.
Heidenstamfyren fick sitt namn av överfyringenjören Gustav von Heidenstam och är en välbekant syn runt Sveriges kuster. Fyrarna hade brittiska och amerikanska föregångare, men var utformade oberoende av dessa. Kapelluddens fyr på Öland uppfördes 1872. Byggledare var A.T. Gellerstedt vars personliga bidrag till arkitekturen blev det sexkantiga ingångspartiet med portalen vid trappcylinderns bas.

## Några av fyrarna
Ett tiotal fyrar byggdes av denna konstruktion – varav två på Sandhammaren 1862. Den ena av dessa flyttades 1892 till Pite-Rönnskär och är Sveriges högsta heidenstammare med 37 meters höjd. Flera av heidenstamfyrarna har efter 1970 ersatts med nybyggen exempelvis Väderöbod från 1867, nybyggd 1970. Åtta av heidenstammarna har blivit statliga byggnadsminnen (SBM) – de första redan år 1935 och de senaste 2017.
Av fyrarna kan nämnas: 
- Malören (1851) (SBM 1935),
- Hjortens udde (1852) (SBM 2017),
- Gotska Sandön (1858―59) (SBM 1935),
- Sandhammaren (1862), se ovan,
- Häradskär (1863),
- Måseskär (1865) (SBM 2017),
- Väderöbod (1867 och 1970), se ovan,
- Pater Noster (1868) (SBM 2015),
- Utklippan (1870) (SBM 1935),
- Kapelludden (1872) (SBM 1978),
- Rödkallen (1872),
- Svenska Högarna (1874)
- Tylöns fyrplats (1870) (SBM 1993) och
- Pite-Rönnskär  (flyttad 1892), se ovan.[1]